# BFW Liegenschaften
Die BFW Liegenschaften AG mit Sitz in Frauenfeld ist eine Schweizer Immobiliengesellschaft. Sie investiert vorwiegend in Wohn- und Geschäftsliegenschaften in der Deutschschweiz mit Schwerpunkt auf Objekte an Pendlerlagen um Wirtschaftszentren. Die Gesellschaft besitzt insgesamt 73 Immobilien im Wert von 443 Millionen Schweizer Franken und erwirtschaftete 2007 einen Umsatz aus Mieterträgen von knapp 20 Millionen Franken. 
Das Unternehmen wurde 2002 als BFW Consulting AG gegründet und 2003 umbenannt. 2005 erfolgte der Börsengang an der BX Berne eXchange. Seit Juni 2007 sind die Aktien der BFW Liegenschaften an der Schweizer Börse SIX Swiss Exchange kotiert.